# Dinalupihan
Dinalupihan é um município de  primeira classe de renda municipal (d) na província Bataan, nas Filipinas. De acordo com o censo de 1 de maio  de  2020 possui uma população de 118 209 pessoas e 28 513 domicílios.